# Victor Emil Scherer
Victor Emil Scherer (* 3. Oktober 1881 in Basel; † 13. Februar 1941 in Arosa) war ein Schweizer Politiker. 

## Biografie
Victor Emil Scherer studierte Rechtswissenschaften in Basel und  Berlin. 1903 promovierte er zum Dr. iur. und erwarb sich im folgenden Jahr das Anwaltspatent. 
Scherer begann früh, sich politisch zu betätigen. 1904 war er einer der Mitbegründer der Jungfreisinnigen Bewegung.  1911–1926 und 1929–1941 gehörte er dem Basler Grossen Rat an, den er 1916 präsidierte. 1919–1925 sass er im Ständerat, 1929–1941 im Nationalrat. 1917–1925 präsidierte er die radikaldemokratische Partei in Basel.